# Avonturenpark Hellendoorn
Avonturenpark Hellendoorn est un parc d'attractions néerlandais qui se situe, comme son nom l'indique, près du village de Hellendoorn, dans la province d'Overijssel.

## Histoire
L'histoire du parc commence en 1936, quand un salon de thé situé à un kilomètre à l'extérieur de la petite ville d'Hellendoorn est construit. Petit à petit, des aires de jeux et des petits manèges pour enfants sont installés, jusqu'à ce qu'en 1978 Avonturenpark Hellendoorn naisse.
En 2001, le parc est racheté par le groupe Grévin & Cie, lui-même racheté par la Compagnie des Alpes et rebaptisé CDA Parks en 2006.
En 2010, Avonturenpark Hellendoorn est le sixième parc néerlandais en termes de fréquentation. Il reçoit 400 000 visiteurs, Efteling et ses 4 millions de visiteurs étant en tête.
Le 15 décembre 2010, la Compagnie des Alpes annonce la vente de sept parcs dont Avonturenpark Hellendoorn au groupe français Looping. Le groupe possède dix autres sites touristiques.
En juin 2013 ouvre Aquaventura slidepark, un parc aquatique de toboggans. Du constructeur Polin Waterparks, ils sont au nombre de 11,.

## Les attractions
Voici un aperçu des principales attractions du parc.

### Les montagnes russes
| Nom          | Type                  | Constructeur | Année | Infos                                                |
| ------------ | --------------------- | ------------ | ----- | ---------------------------------------------------- |
| Balagos      | Métal Looping Coaster | Vekoma       | 1990  | Nommé Tornado de 1990 à 2020.                        |
| Donderstenen | Métal junior          | Zierer       | 2005  | Attraction sur le thème de Donar, dieu de la foudre. |
| Rioolrat     | Métal en intérieur    | Vekoma       | 1991  |                                                      |

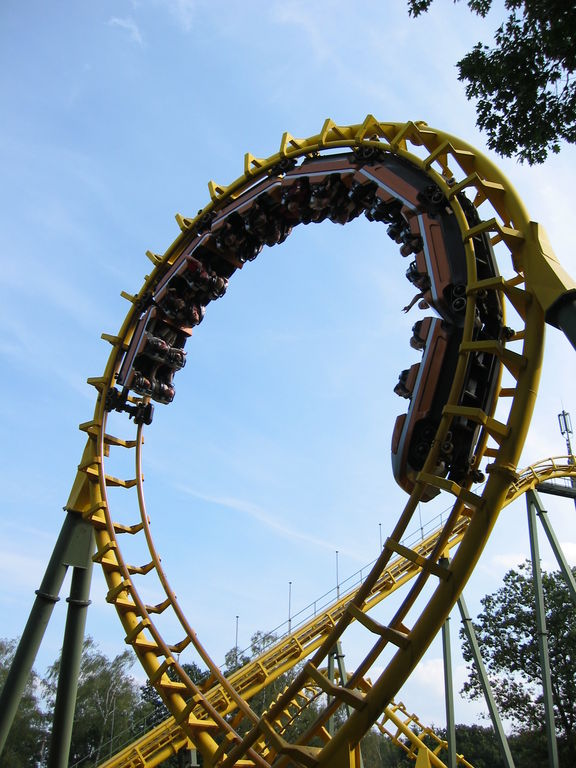
Balagos
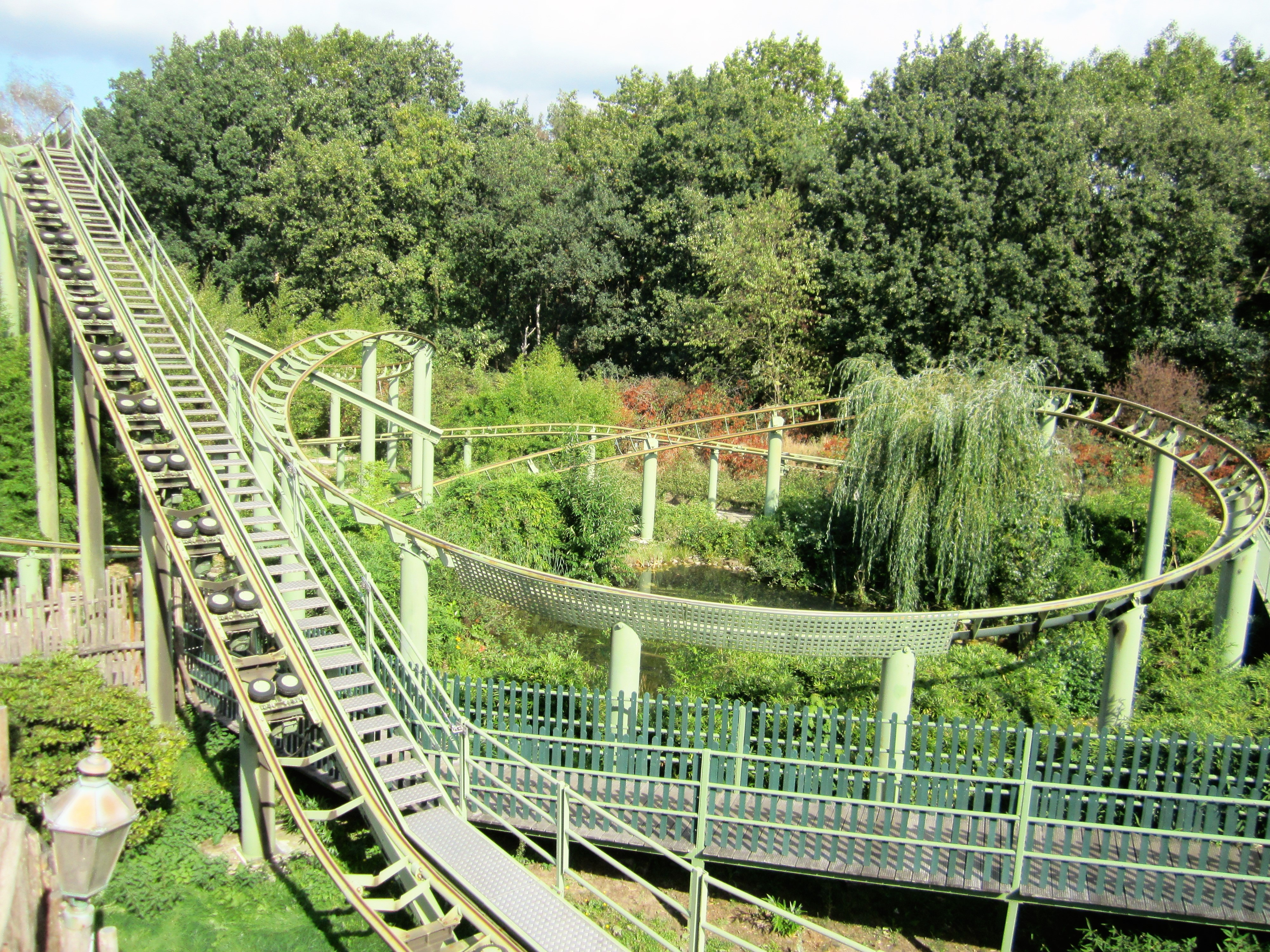
Donderstenen
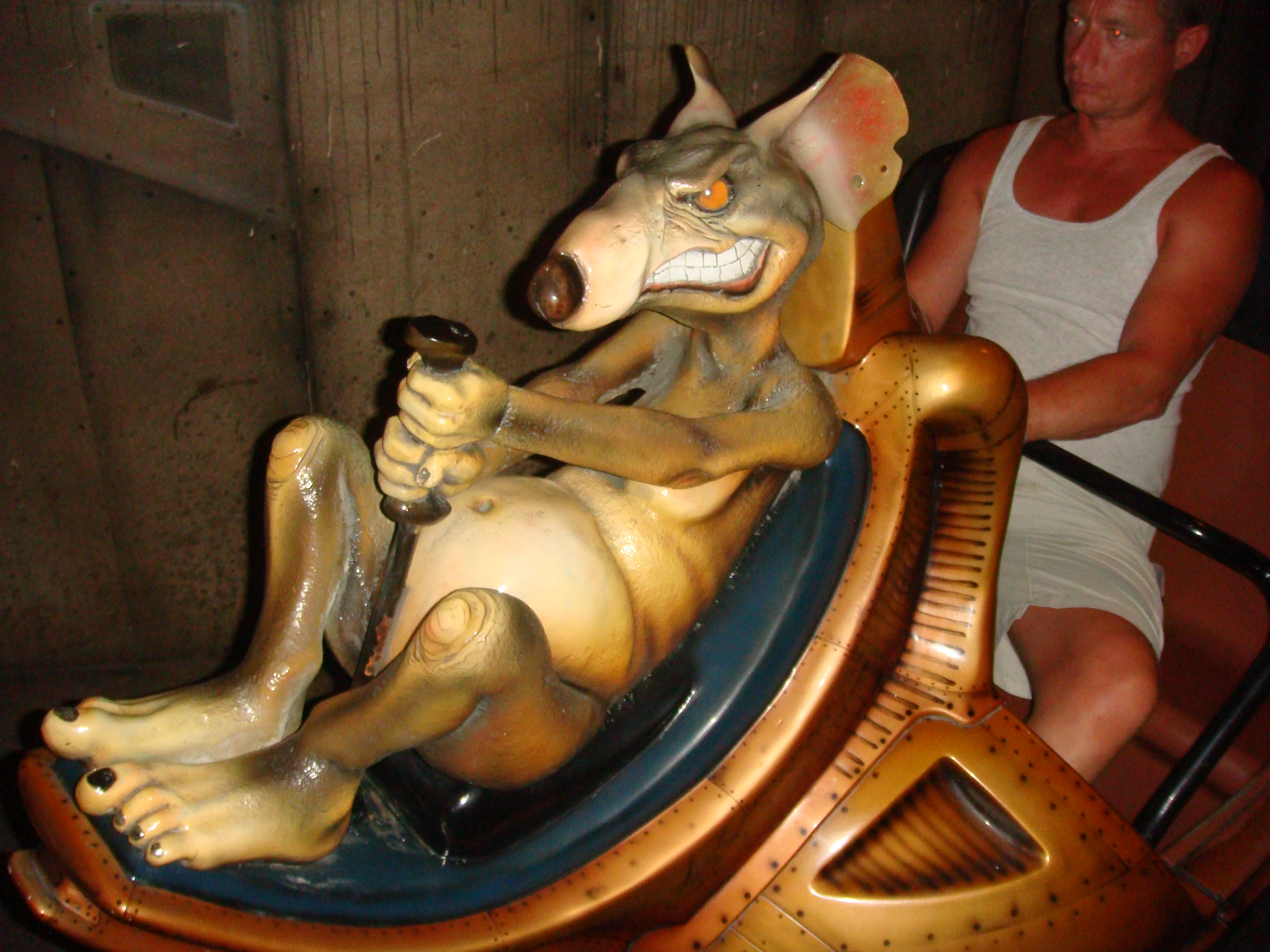
Rioolrat

### Les attractions aquatiques
| Nom               | Type              | Constructeur | Année | Infos                                                                |
| ----------------- | ----------------- | ------------ | ----- | -------------------------------------------------------------------- |
| Sungai Kalimantan | Circuit de bouées | Swiss Rides  | 1997  | Le plus long parcours des Pays-Bas pour une attraction de ce type.   |
| Wild Waterval     | Bûches            | Mack Rides   | 1982  | 1re attraction de ce type aux Pays-Bas (anciennement Canadian River) |

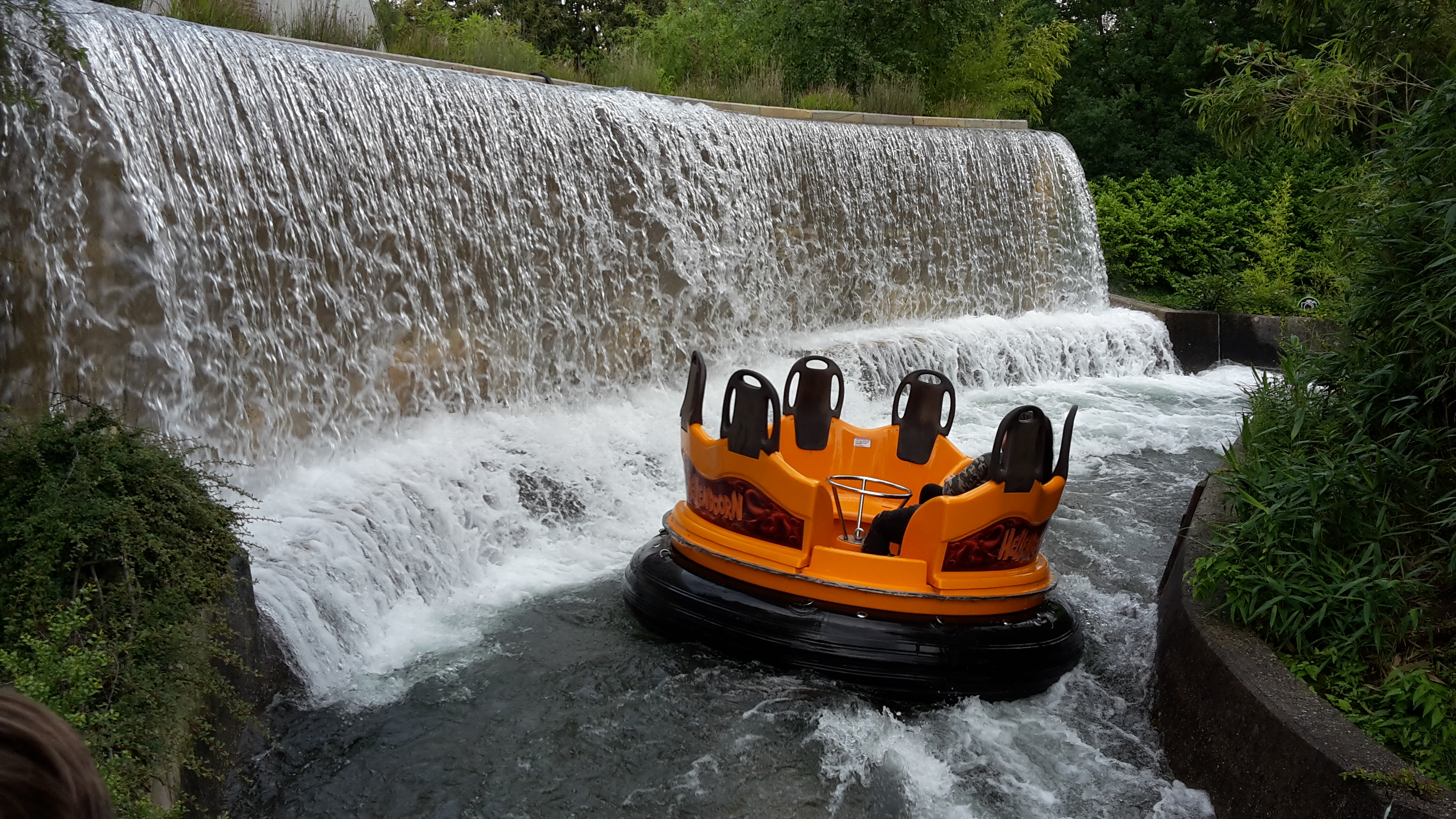
Sungai Kalimantan
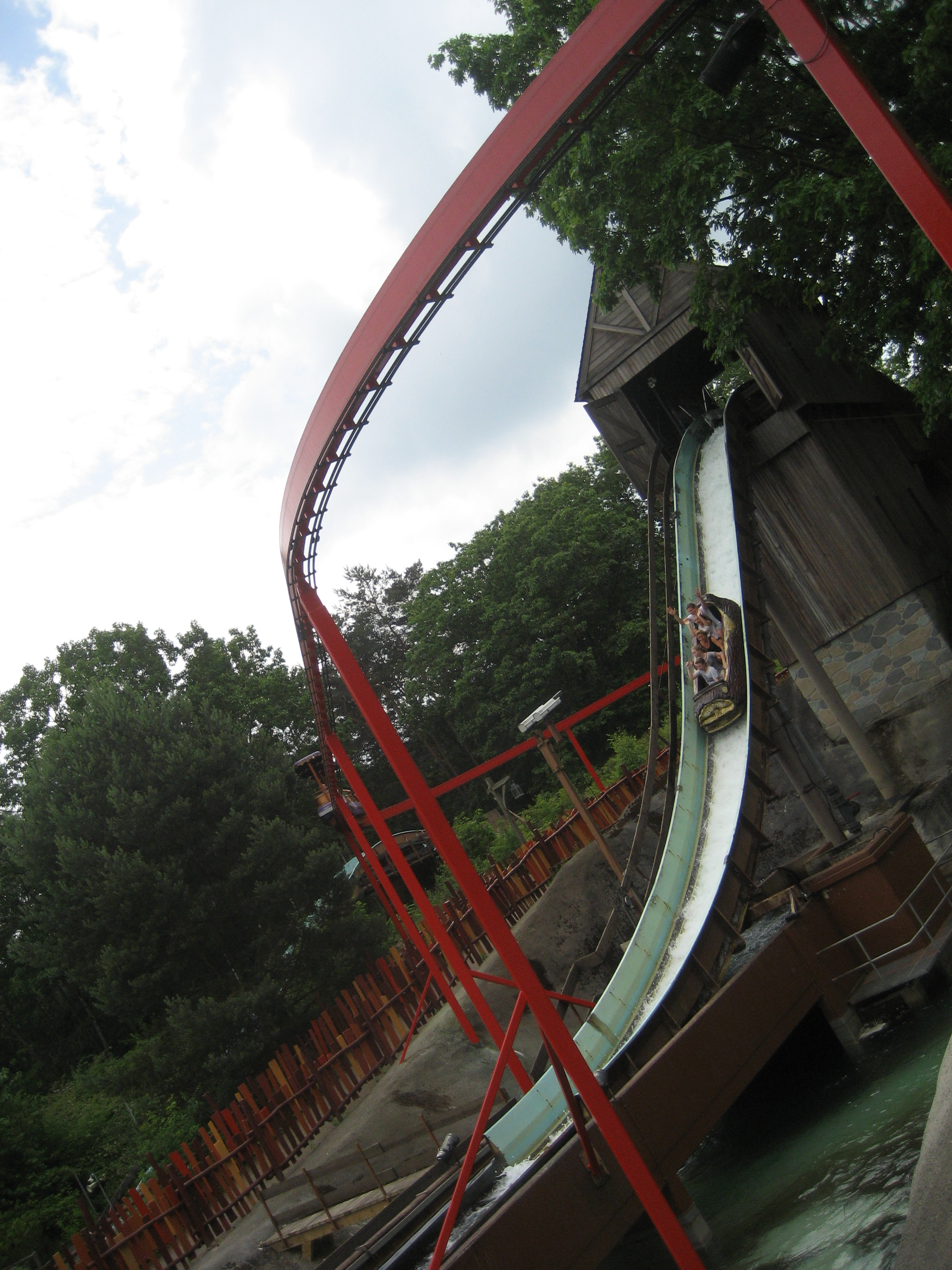
Wild Waterval

### Parcours scéniques
| Nom            | Type                         | Constructeur           | Année | Infos                                         |
| -------------- | ---------------------------- | ---------------------- | ----- | --------------------------------------------- |
| Discovery Club | Parcours scénique interactif | Mack Rides / Heimotion | 1999  | 1er parcours scénique interactif des Pays-Bas |
| Jungle Monster | Croisière scénique           | Mack Rides             | 1979  |                                               |

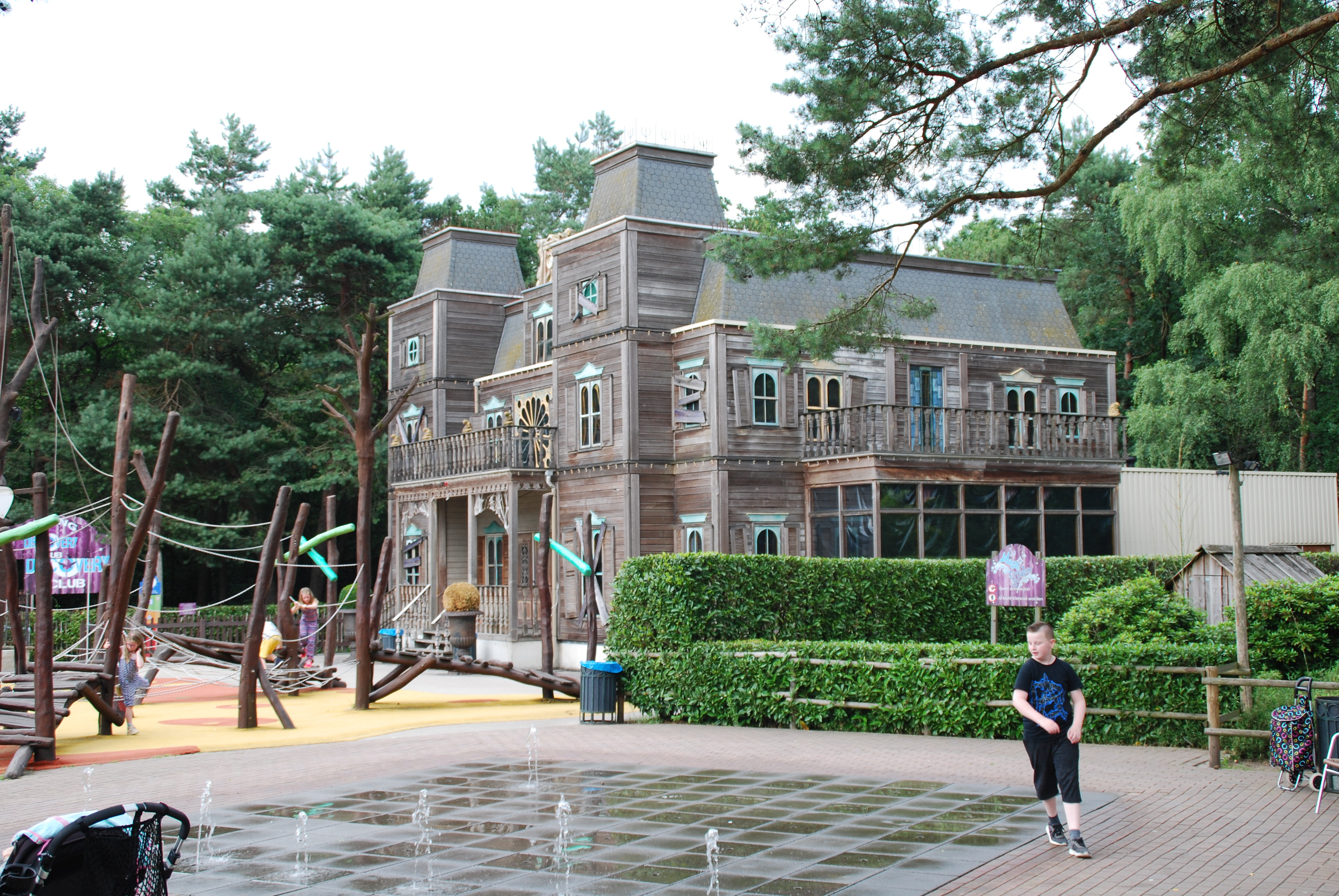
Discovery Club
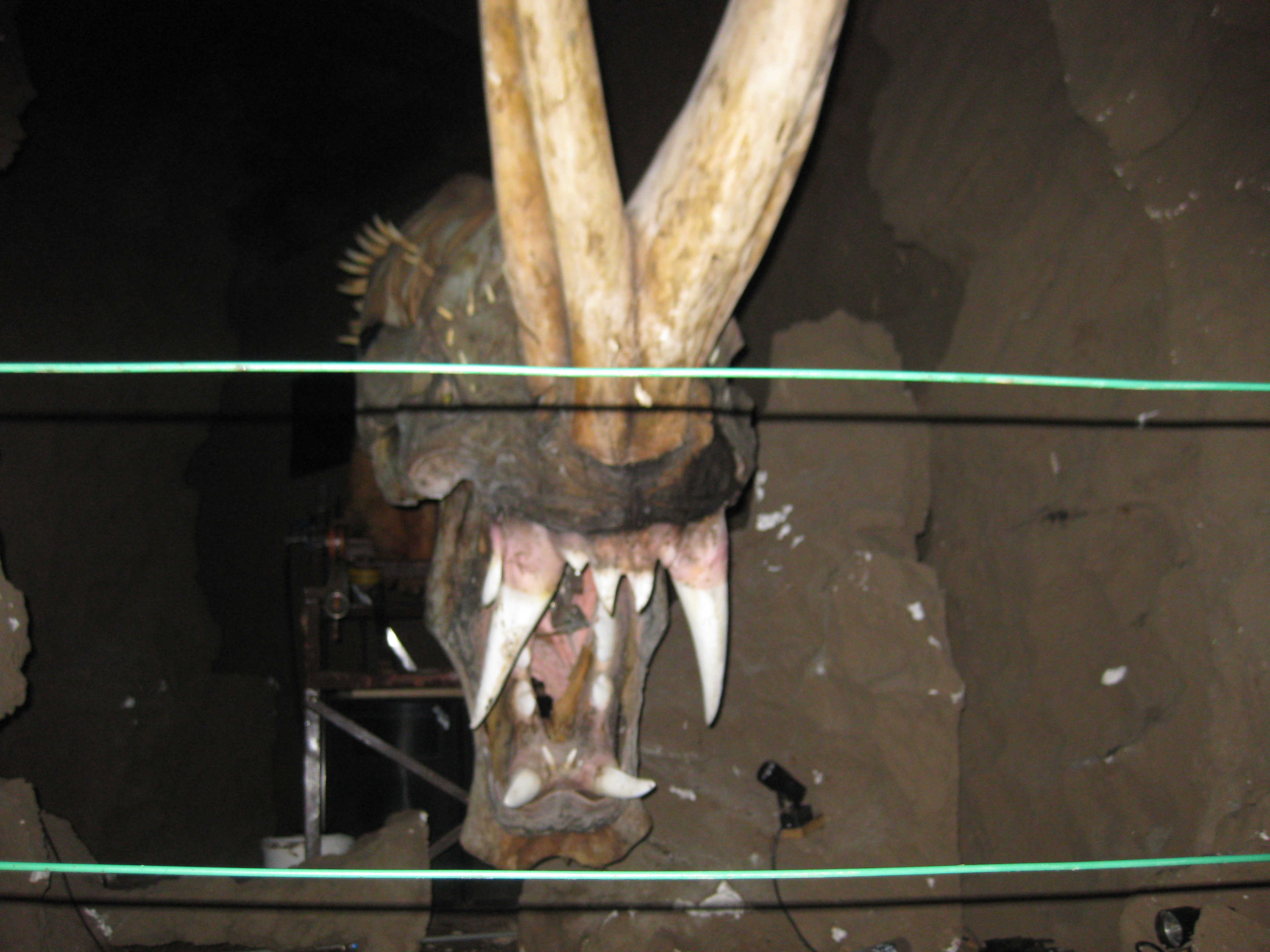
Jungle Monster

### Autres
| Nom                 | Type               | Constructeur          | Année |
| ------------------- | ------------------ | --------------------- | ----- |
| Dino Sky Pedalo     | Monorail Pedal Car | Metallbau Emmeln      | 1994  |
| Dombomolen          | Manège avion       |                       | 1983  |
| Galjoen             | Bateau à bascule   | Zamperla              | 1995  |
| Het DrakenNest      | Disk'O Coaster     | Zamperla              | 2017  |
| Monorail            | Monorail           | Mack Rides            | 1977  |
| Montezuma's Revenge | Top Spin           | Huss Park Attractions | 1998  |
| Oldtimerbaan        | Circuit de tacots  | Mack Rides            | 1977  |
| Piraat Enterhaak    | Chaises volantes   | Zierer                | 2006  |
| Tarantula Magica    | Enterprise         | Huss Park Attractions | 2012  |

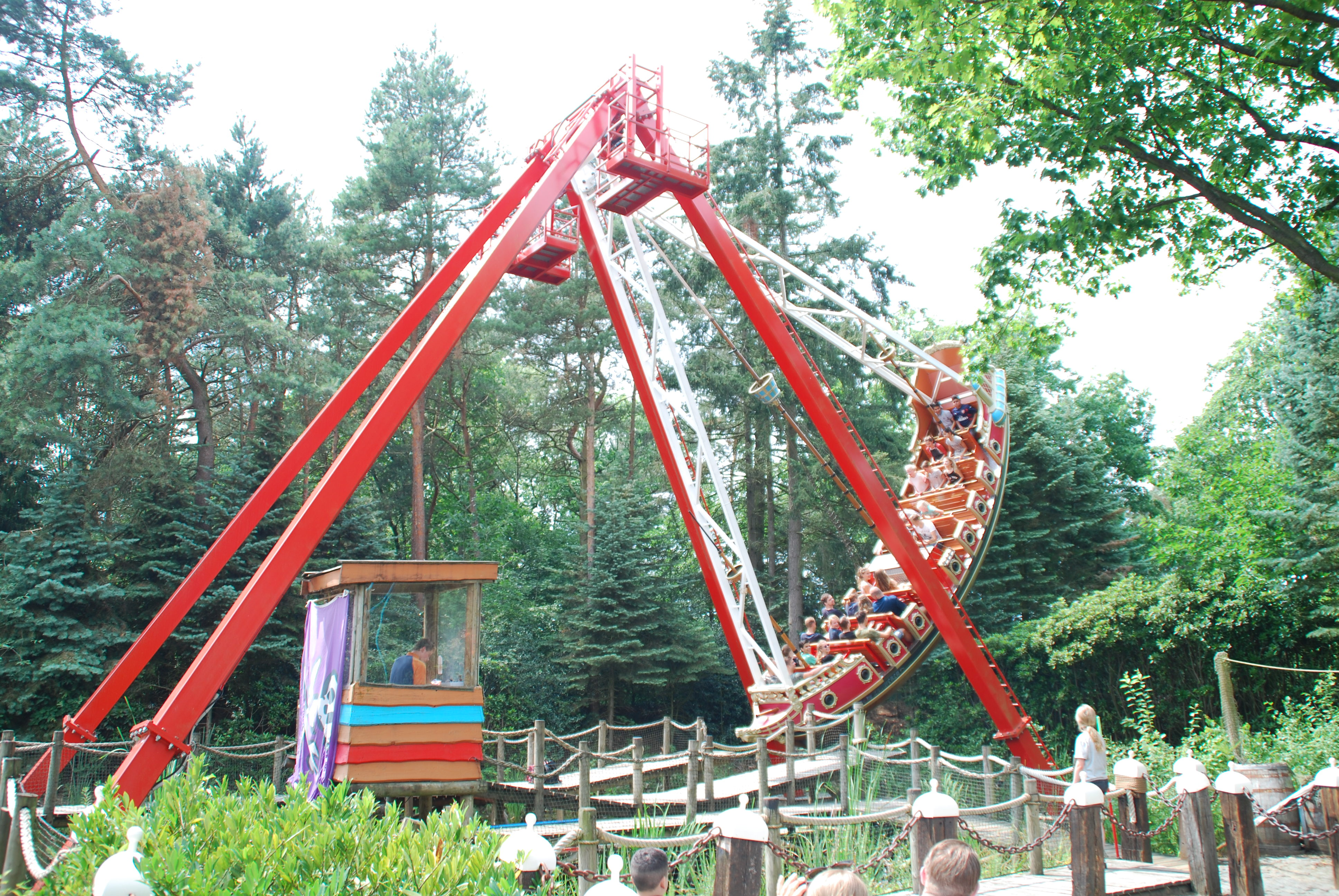
Galjoen
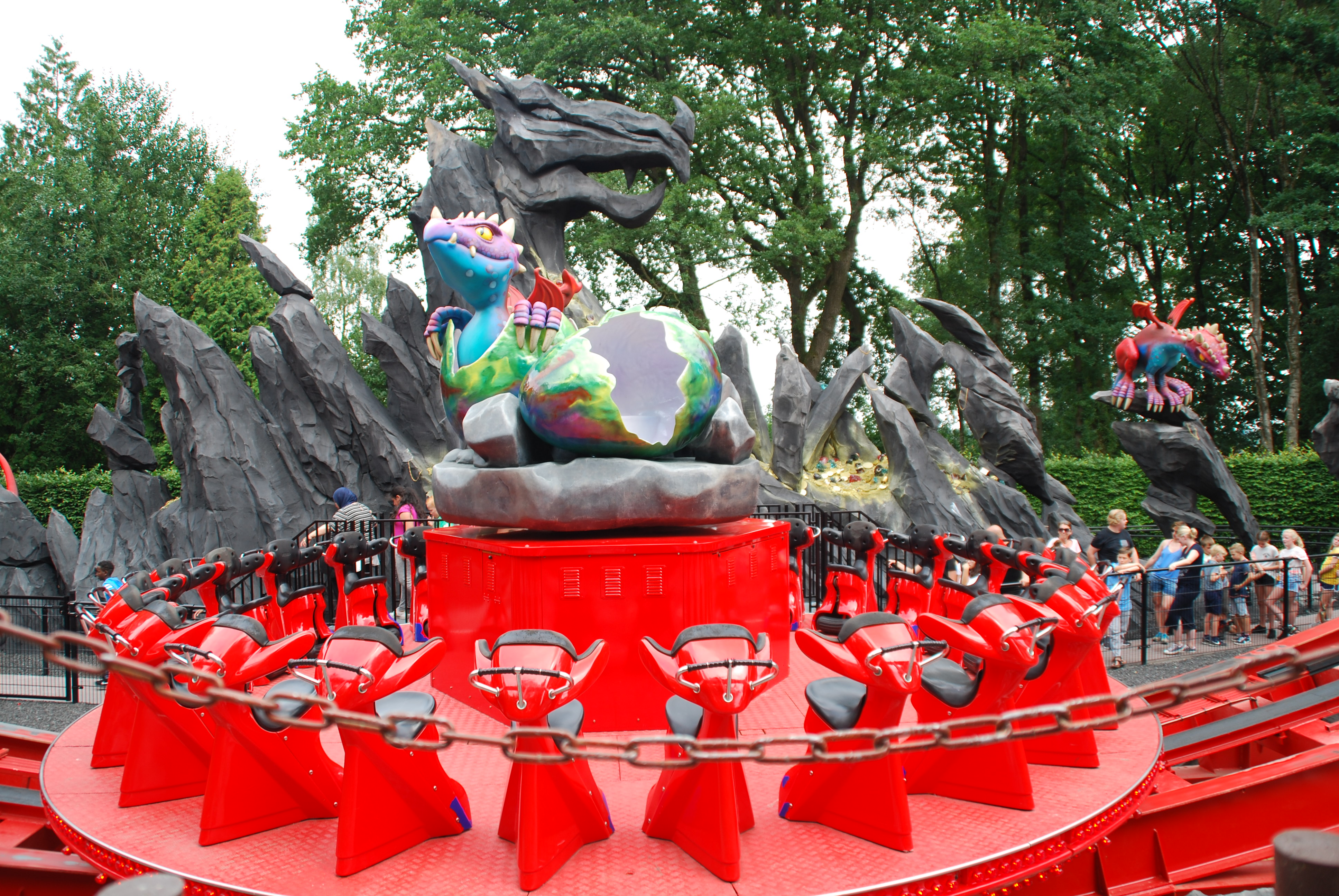
Het Drakennest
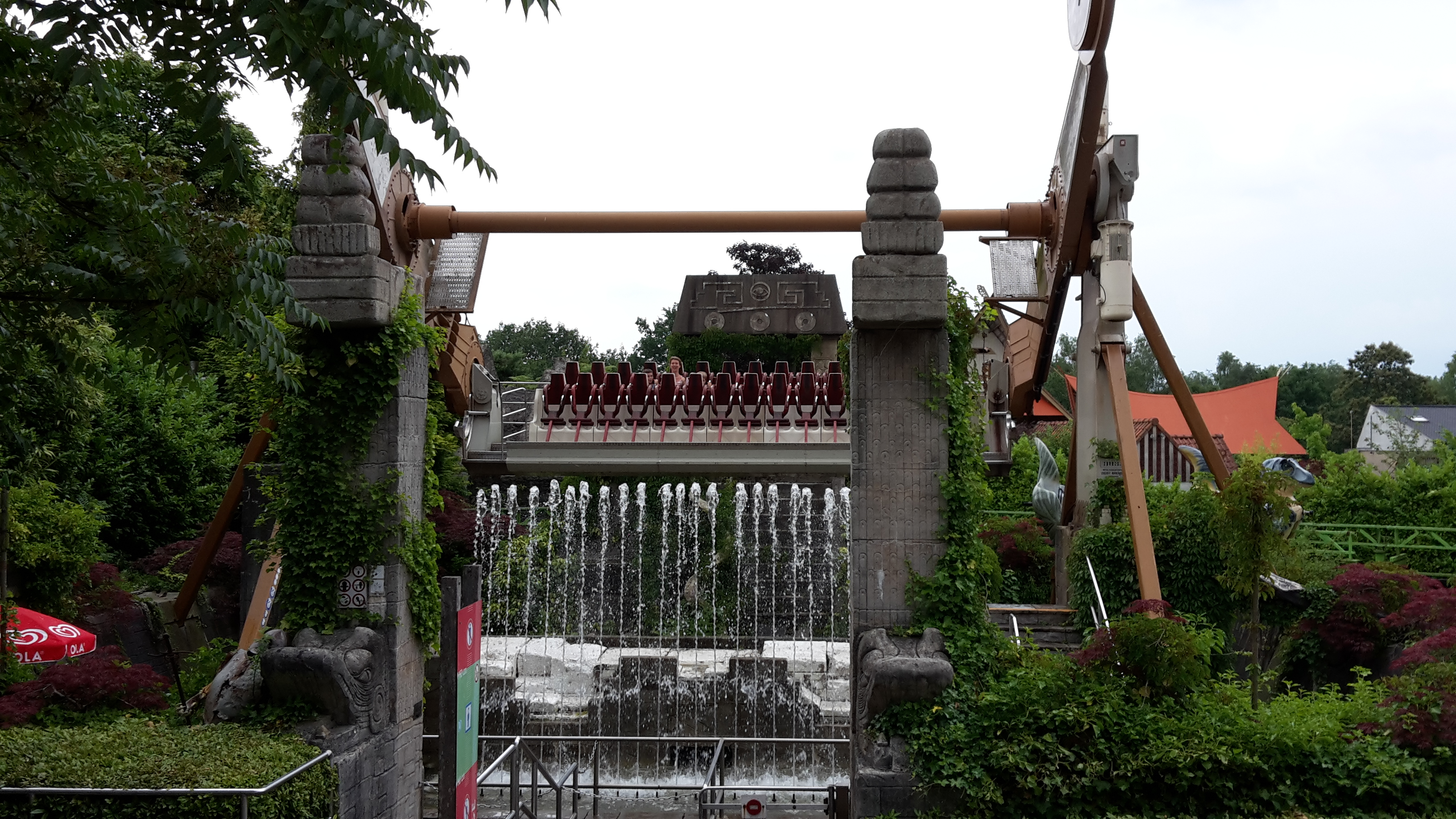
Montezuma's Revenge
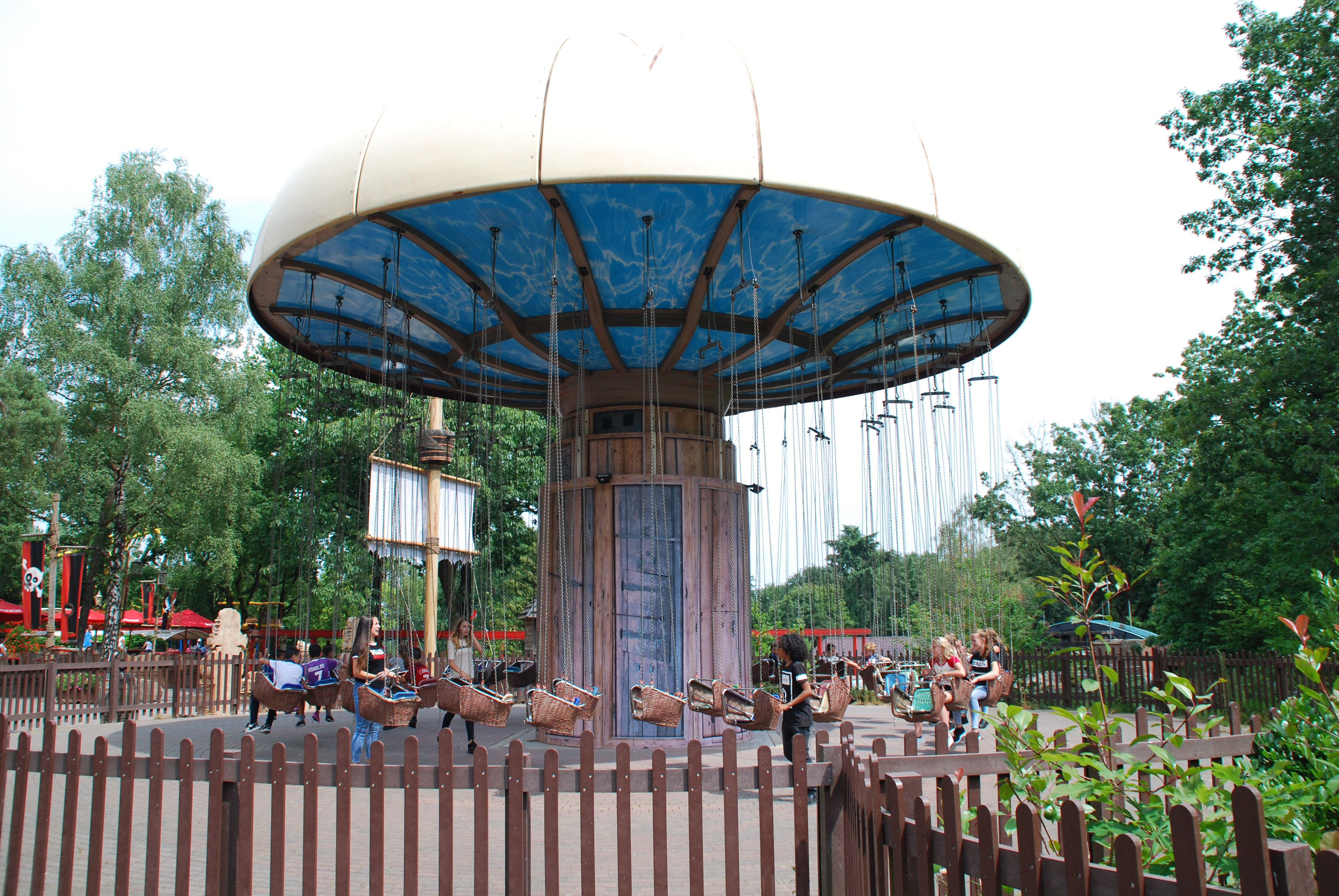
Piraat Enterhaak
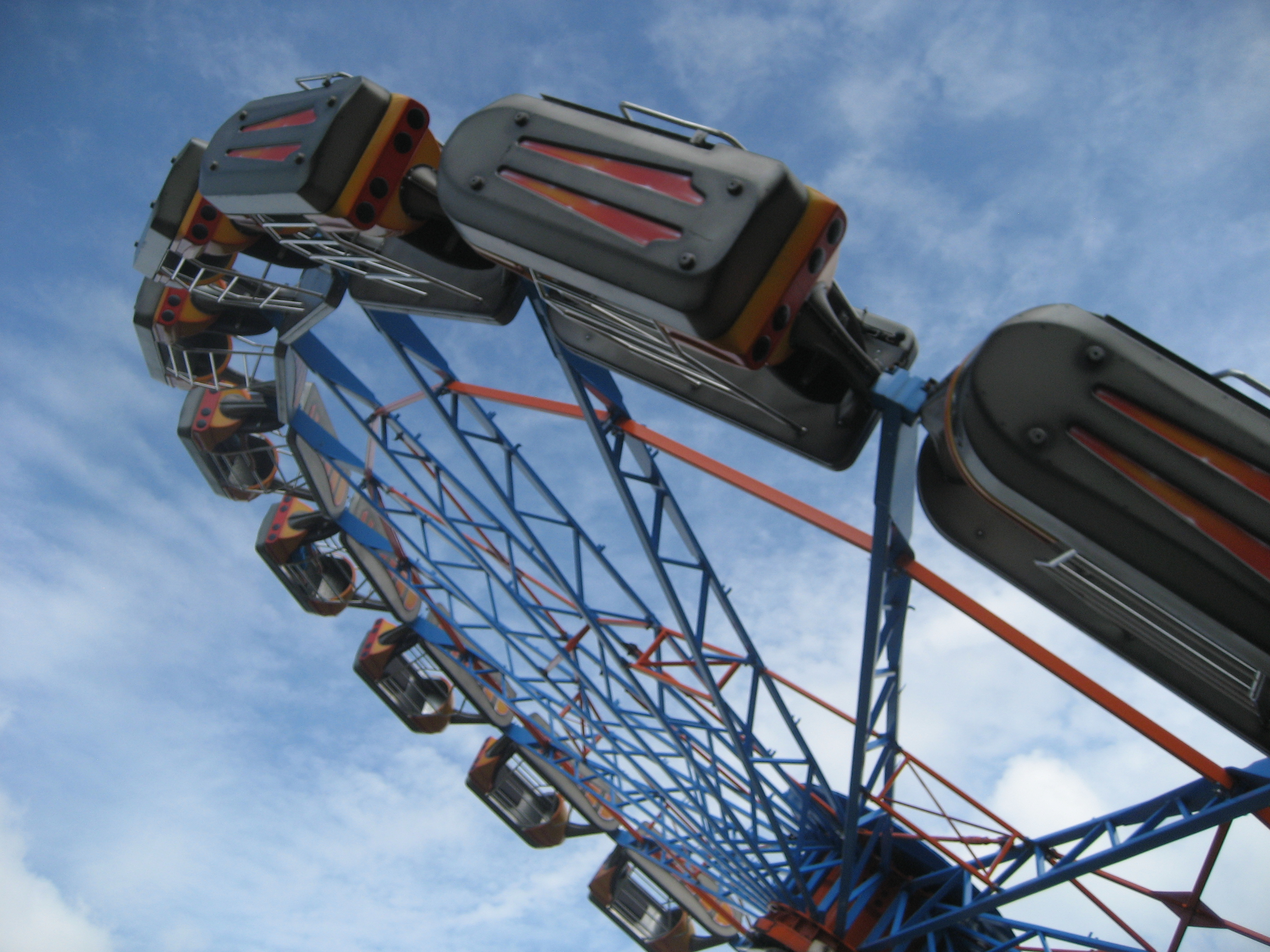
Tarantula Magica